# Kiu Eckstein
Kiu (Klaus Manfred) Eckstein (* 13. Mai 1927 in München) ist ein deutscher Fernsehjournalist, Autor und Filmemacher.

## Leben
Kiu Eckstein ist der Sohn von Hans Eckstein und Erna Eckstein (* 15. November 1890 in Augsburg; † 14. Dezember 1949 in München). Der Bauforscher Friedrich Krauss ist ein Bruder seiner Mutter. Eckstein ist verheiratet und lebt seit 2009 in der Nähe von München.

## Werdegang und Werke
Eckstein studierte Theaterwissenschaft sowie Soziologie und Psychologie im Nebenfach an der Ludwig-Maximilians-Universität München und promovierte 1951 mit einer von Max Horkheimer und Theodor W. Adorno inspirierten Arbeit über das Thema Zur Soziologie der Kulturindustrie. Voraussetzung, Erscheinung, Standort des Kulturindustriekonzepts von Adorno und Horkheimer. Er arbeitete zunächst als Regieassistent, und dann als Filmeditor, u. a. für Robert Adolf Stemmle, Wolfgang Staudte, Julien Duvivier und den Dokumentarfilmproduzenten Otto Schulz-Kampfhenkel. Ab 1960 war er für Peter von Zahns Documentary Programs in Washington, D.C. tätig. Nach Arbeitsaufenthalten in Kanada, den USA, Afrika und Brasilien arbeitete Eckstein auf Einladung von Klaus Harpprecht ab 1963 zunächst im ZDF Studio in Washington, D.C. Ab 1965 arbeitete er als freier Mitarbeiter im Studio Rio de Janeiro. Eckstein war Produzent des preisgekrönten brasilianischen Spielfilms Macunaíma und Koproduzent mehrerer Filme des Cinema Novo. Von 1969 bis 1980 war er ZDF-Auslandskorrespondent für Südamerika. Anfang der 1980er Jahre arbeitete er für das ZDF in Mainz. Ab 1978 machte Eckstein Dokumentarfilme u. a. über den brasilianischen Spiritismus und paranormale Phänomene. Nach Dreharbeiten in den USA über erweiterte Bewusstseinszustände in Meditation, Nahtoderfahrung, Biofeedback und Stanislav Grofs Holotropes Atmen absolvierte Eckstein die Ausbildung für Facilitators und gab dann Workshops in Brasilien. Ende der neunziger Jahre ging er nach Rishikesh (Indien) zu dem Kundalini-Meister Chandrasekharand Saraswati, der ihn durch einen Kundalini-Prozess führte. Seine Erfahrungen und Einblicke dieser Jahre sind Grundlage seines 2008 erschienenen Buches Kundalini-Erfahrungen. Eine Meister-Schüler-Begegnung. Das Buch wurde ins Englische (2013) und Portugiesische (2017) übersetzt. 2017 folgte die Autobiographie Ein Leben – Zwei Welten. Biografische Notizen in Zeiten des Wandels mit von Jean Gebsers Hauptwerk Ursprung und Gegenwart inspirierten Reflexionen über den epochalen Umbruch, dessen erste Anzeichen Gebser schon Mitte des letzten Jahrhunderts aufgezeigt hat. 2020 erschien Kundalini und die Lehren eines Meisters.

## Bücher und Aufsätze
- Zur Soziologie der Kulturindustrie. Voraussetzung, Erscheinung, Standort. Inauguraldissertation. München 1951, DNB 480901767
- Revanche. Ballett-Libretto. Musik: Walter Faith, 1956
- Cinema Novo, Über den jungen brasilianischen Film. In: Der Monat. Heft 197, Februar 1965
- Brief aus Peru. In: Der Monat. Heft 206, November 1965
- Über kirchliche Basisgemeinden in Lateinamerika. In: Psychosozial. 1/79, Rowohlt Taschenbuch Verlag, Mai 1979
- Kuba und Südamerika. In: Dieter Kronzucker (Hrsg.): Kuba in der Klemme,  Droemer Knaur, München/Zürich 1981, DNB 810991128
- Raíces Profundas. In: Uno Mismo. N° 73, Santiago de Chile-Enero, 1996, ISSN 1669-3795
- Observations on Breathwork and Kundalini. Reflections on my own experience. In: The Inner Door. Vol. 13, Issue 3, August 2001, ISSN 1524-623X, S. 1, 4 f
- Kundalini Erfahrungen. Eine Meister-Schüler-Begegnung. Aquamarin-Verlag, Gräfing 2008, ISBN 978-3-89427-381-1
- Ein Leben – Zwei Welten. Biografische Notizen in Zeiten des Wandels. Tredition, Hamburg 2017, ISBN 978-3-7439-3297-5
- Bildungsprozesse beim Kundalini-Yoga. In: Aufgang. Jahrbuch für Denken – Dichten – Musik. Band 10. Stuttgart 2013, ISBN 978-3-17-022974-7, S. 231–250
- Was die neue Welt benötigt – Über Bewusstseinsmutationen und persönliche Prozesse. In: Aufgang. Jahrbuch für Denken, Dichten, Musik. Band 15, Augsburg 2018, ISBN 978-3-945732-25-0, S. 133–152
- Swamiji Chandrasekharanand Saraswati – Ein Kundalini-Meister unserer Zeit. In: Aufgang. Jahrbuch für Denken, Dichten, Musik. Band 15, Augsburg 2018, ISBN 978-3-945732-25-0, S. 199–207
- Anmerkungen über die Zusammenhänge spiritueller und schöpferischer Prozesse. In: Aufgang. Jahrbuch für Denken – Dichten – Musik. Band 16, Augsburg 2019, ISBN 978-3-945732-28-1, S. 173–182
- Kundalini und die Lehren eines Meisters. Tredition, Hamburg 2020, ISBN 978-3-347-01243-1

## Filme (Auswahl)
- Improvisiert und zielbewusst. Über den jungen brasilianischen Film. BRD/Brasilien 1967; s/w, 16 mm, 30 min
- Umgang mit Geistern. Über Brasiliens magische Dimension. ZDF, 5. November 1978, Wdh. 5. November 2008, 45 min
- Gotan, Gotan. Bericht über den argentinischen Tango, ZDF 1978, Wdh. 4. August 2008, 30 min
- Ärzte aus dem Jenseits. ZDF, 14. November 1985, 45 min
- Kirche der Armen. ZDF, 1985, 30 min
- Wahn oder Heilung. ZDF, 10. Januar 1991, 45 min
- Die stille Revolution. ZDF, 28. Februar 1993, 45 min
- Pinochets Chicago Boys, ZDF, 30 min, gesendet 20.11.1980

## Rezensionen
- Benedikt Maria Trappen: Ein Leben – zwei Welten. Biografische Notizen in Zeiten des Wandels. In: Der Kreis. Tredition, 2017, Nr. 277/278.
- Benedikt Maria Trappen: Kundalini und die Lehren eines Meisters. In: Yoga aktuell. Tredition, 02/2020, S. 103.
- Rüdiger Haas: Kundalini und die Lehren eines Meisters. In: Aufgang. Jahrbuch für Denken, Dichten, Kunst. Band 17. Tredition, Augsburg 2020, S. 225–232 (yoga-aktuell.de [gekürzte Fassung]).